# Український Єрусалим (Зарваниця)
Український Єрусалим — український унікальний сакральний архітектурний комплекс, до якого входять найбільші святині Святої землі. Розташований у селі Зарваниці Золотниківської громади Тернопільського району Тернопільської области України.
Архітектор — Михайло Нетриб'як, автор ідеї — Володимир Фірман, будівничий — Любомир Зозуляк.

## Історія
Ідея будівництва виникла під час відвідин архієпископом і митрополитом Тернопільсько-Зборівським УГКЦ Василієм (Семенюком) і ректором Марійського духовного центру «Зарваниця», отцем-митратом Володимиром Фірманом копії Гробу Господнього у місті Айхштет (Німеччина).
За основу для цього проєкту використали розробки студентів Тернопільського національного педагогічного університету імені Володимира Гнатюка Ольги Головацької та Юрія Мельничука.
У 2012 році розпочато будівництво комплексу.
27 серпня 2018 року чин освячення комплексу здійснив Блаженніший Святослав (Шевчук). В освяченні взяв участь хранитель Святої Землі о. Франческо Паттон, котрий привіз камінь із Гробу Господнього та вікарій Святої Землі о. Добромір Яштал.
До комплексу, оточеного мурами входять:
- Голгофа
- Оливний город
- Святі сходи
- купіль «Ветезда»
- Левові (Ліонські) ворота
- Давидова вежа
- Гріб Господній (центральна споруда).